# Súkan Sónen Magazine

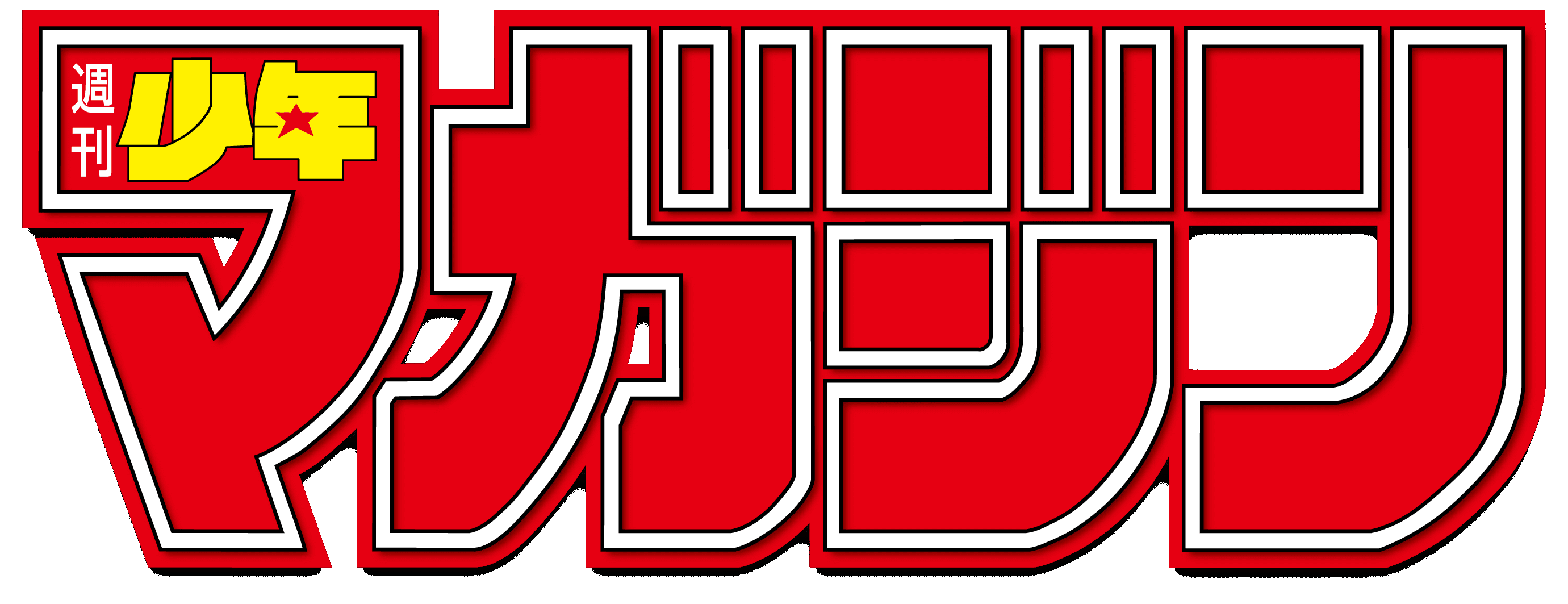
A magazin egy logóváltozata

A Súkan Sónen Magazine (週刊少年マガジン; Súkan Sónen Magadzsin; Hepburn: Shūkan Shōnen Magajin, ’Heti Sónen Magazin’; angol nyelvterületen és az interneten gyakran Weekly Shōnen Magazine) a Kodansha által Japánban kiadott sónen mangamagazin. Első példánya 1959. március 17-én jelent meg. Néhány szokatlan cenzorálási elve ellenére (a közelmúltig azon kevés sónen magazin egyike volt, amelyekben tiltották a női mellbimbók ábrázolását) olvasótáborának meglehetős része az idősebb korosztályokból, a középiskolások felsőbb évesei és az egyetemisták közül kerül ki, s ezt a tendenciát a magazinban megjelenő egyes érettebb képregények is tükrözik.

## Magazin vs. Jump
A Súkan Sónen Magazine az 1970-es években olyannyira megnövelte példányszámát, hogy piacvezetővé vált a mangamagazinok között. De ezt a pozíciót csak 1974-ig tarthatta meg, amikor is a konkurens Súkan Sónen Jump lett a legkeresettebb e médiában. A Sónen Jump mindmáig leghosszabb „aranykora” kezdődött ekkor, melynek csak az 1990-es években lett vége, amikor lezárult a Dragon Ball története. Így 1997 októberében újra a Sónen Magazine került az első helyre, de a Sónen Jump „sötét kora” nem tartott sokáig, lévén 2002-ben visszanyerte piacvezető szerepét.
Manapság a két magazin példányszáma szorosan egymás közelében marad.

## Az ötvenedik évforduló megünneplése
Mivel a két magazin alapítási dátumai igen közel esnek egymáshoz, az ötvenedik évfordulót a Súkan Sónen Magazine és másik riválisa, a Súkan Sónen Sunday különleges, közös kiadású magazinnal ünnepelte meg 2008. március 19-én. A következő évre további ünnepségeket, reklámstruktúrát és crossover mangákat terveznek, mintegy a megemlékezés részeként.

## Nemzetközi változatok
Az Indonéziában megjelenő Shonen Magz a Súkan Sónen Magazine mangáinak indonéz nyelvű magazinja.